# Ібрагімов Ренат Ісламович
Ренат Ісламович Ібрагімов (20 листопада, 1947, Львів — 14 травня 2022, Москва) — татарський співак. Народний артист РРФСР, Народний артист Татарської АРСР, лауреат державної премії Татарстану. Продюсер.

## Біографія
Народився в місті Львові, в сім'ї військовослужбовця. Татарин.
Музичність і художня обдарованість дитини були помічені ще в дитячому садку. Одночасно з отриманням середньої освіти Ренат закінчив і музичну школу. В 1973 Ібрагімов закінчив Казанську державну консерваторію і почав свій творчий шлях на сцені Татарського академічного театру опери та балету ім. М. Джаліля, де виконав провідні партії в операх, серед яких «Князь Ігор», Ескамільйо («Кармен»), Валентин («Фауст»), Євгеній Онєгін («Євгеній Онєгін»), Єлецький («Пікова дама»).
Всесоюзний успіх і популярність прийшли до Ібрагімова після його участі в конкурсі пісні «Червона гвоздика» в Сочі в 1975, де Ренат Ібрагімов отримав головну премію. Творчий шлях Ібрагімова охоплює кілька десятиліть. Поряд з музичними виступами, Ібрагімов також знявся у низці кінофільмів, найвідомішим з яких є «Італійський контракт» (1993).
Колишній член партії «Єдина Росія».

## Приватне життя
Одружений. Від попередніх двох шлюбів у співака є 13-річний син Султан і три дорослі дочки — Надія, Віра і Айя. У жовтні 2009 Р. Ібрагімов одружився втретє — на уродженці Татарстану Світлані Міннехановій, від якої у нього народилася дочка